# Монтанари, Массимо
Ма́ссимо Монтанари (итал. Massimo Montanari; род. 24 декабря 1949, Имола, Эмилия-Романья) — итальянский культуролог, историк-медиевист. Основные работы посвящены гастрономическому искусству как феномену культуры, истории европейской гастрономии прошлого, итальянской кухне. В настоящее время Монтанари является профессором истории Средних веков в Болонском университете. Также был приглашенным профессором во многих ведущих университетах Европы, Америки и Японии. Также Монтанари — один из организаторов и редакторов Food & History.
В своих книгах Монтанари рассматривает историю еды и кулинарии как системную дисциплину, изучая и сравнивая экономику, сельское хозяйство и культурологию; изучает соотношение зерновых культур и мяса при формировании рациона европейцев, влияние церковного календаря на пищевые привычки, анализирует проникновение кукурузы и картофеля в европейские блюда, рассказывает о конфликте винных и пивных культур, рассматривает циклы голодных и сытых времён в Европе с III по XX век.
Как медиевист Монтанари отмечает, что в ходе своей исследовательской работы пришёл к выводу, «который разделяют многие ученые, что Средневековье, осознаваемое в традиционных хронологических рамках, представляет собой фиктивное понятие… слишком разными и порой противоречивыми предстают и события, и ценности, заключенные в этой огромной толще времени, чтобы можно было им приписать исторически однородные черты и значения».

## Труды
Оригинальные издания
- L’alimentazione contadina nell’alto Medioevo (Liguori 1979)
- Porci e porcari nel medioevo. Paesaggio. Economia. Alimentazione. Catalogo della mostra, San Martino di Bentivoglio, con Marina Baruzzi (CLUEB 1981)
- L’azienda curtense in Italia. Proprietà della terra e lavoro contadino nei secoli VIII—XI, con Bruno Andreolli (CLUEB 1983)
- Campagne medievali. Strutture produttive, rapporti di lavoro, sistemi alimentari (Einaudi 1984)
- Le campagne italiane prima e dopo il mille. Una società in trasformazione, con Bruno Andreolli e Vito Fumagalli (a cura di) (CLUEB 1985)
- Alimentazione e cultura nel Medioevo (Laterza 1988)
- Contadini e città tra «Longobardia» e «Romania» (Salimbeni 1988)
- Convivio. Storia e cultura dei piaceri della tavola dall’antichità al Medioevo (Laterza 1989)
- Nuovo convivio. Storia e cultura dei piaceri della tavola nell’età moderna (Laterza 1991)
- Convivio oggi. Storia e cultura dei piaceri della tavola nell’età contemporanea (Laterza 1992)
- La fame e l’abbondanza. Storia dell’alimentazione in Europa (Laterza 1993)
- Contadini di Romagna nel medioevo (CLUEB 1994)
- Il pentolino magico (Laterza 1995)
- Il bosco nel Medioevo, con Bruno Andreolli (a cura di) (CLUEB 1995)
- Storia dell’alimentazione, con Jean-Louis Flandrin (a cura di) (Laterza 1997)
- La cucina italiana. Storia di una cultura, con Alberto Capatti (Laterza 1999)
- Storia dell’Emilia Romagna, con Maurizio Ridolfi e Renato Zangheri (a cura di) (Laterza 1999)
- Per Vito Fumagalli. Terra, uomini, istituzioni medievali, con Augusto Vasina (a cura di)(CLUEB 2000)
- Medievistica italiana e storia agraria. Risultati e prospettive di una stagione storiografica. (Atti del convegno di Montalcino, 12-14 dicembre 1997), con Alfio Cortonesi (a cura di) (CLUEB 2001)
- Il mondo in cucina. Storia, identità, scambi, (a cura di) (Laterza 2002)
- Storia medievale, con Giuseppe Albertoni, Tiziana Lazzari e Giuliano Milani (Laterza 2002)
- Imola, il comune, le piazze con Tiziana Lazzari (a cura di) (La Mandragora 2003)
- Atlante dell’alimentazione e della gastronomia: Risorse, scambi, consumi-Cucine, pasti, convivialità, con Françoise Sabban (a cura di) (UTET 2004)
- Bologna grassa. La costruzione di un mito (a cura di) (CLUEB 2004)
- Il cibo come cultura (Laterza 2004)

Русские переводы
- А. Каппати, М. Монтанари. Итальянская кухня. История одной культуры. — М.: Новое литературное обозрение, 2006. — 480 с. — (Культура повседневности). — ISBN 5-86793-455-1.
- Монтанари М. Голод и изобилие. Как питались европейцы. — СПб.: Alexandria, 2009. (Серия «Становление Европы»).

## Рецензии
- https://cyberleninka.ru/article/n/98-02-004-montanari-m-golod-i-presyschenie-kultura-pitaniya-v-evrope-montanari-m-der-hunger-und-der-berflu-kulturgeschichte-der-ernehrungin
- Ле Гофф Ж. Итальянцев взяли за горло // Капатти А., Монтанари М. Итальянская кухня. История одной культуры. — М.: Новое литературное обозрение, 2006. — С. 471—474.
- Юзефович Г. Анатомия еды // Эксперт. — № 43 (537).